# MSCI World

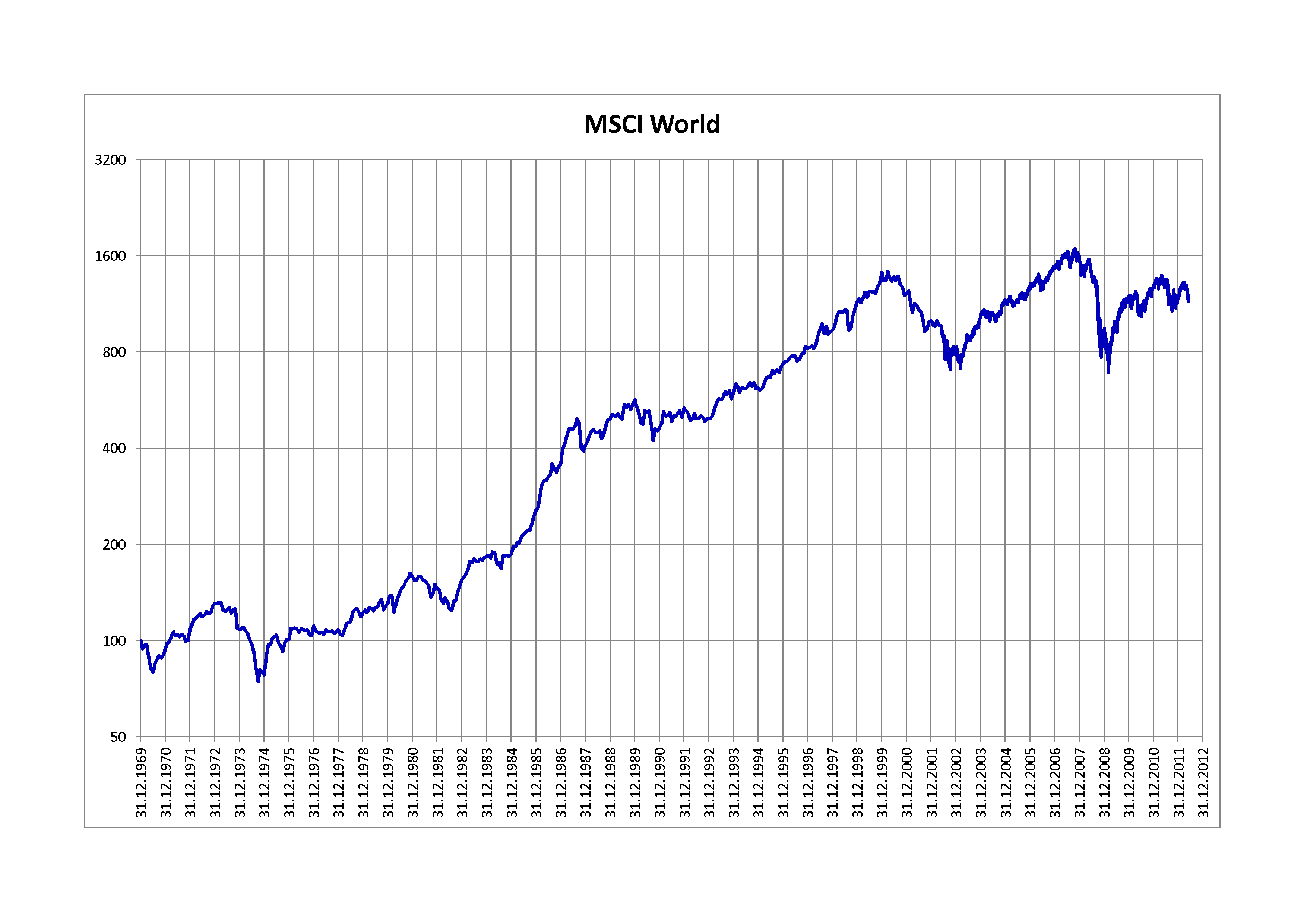
MSCI World (1969-2012).

L'indice MSCI World è un indice di mercato azionario costituito da migliaia di titoli di livello globale. È sostenuto dalla MSCI, ex Morgan Stanley Capital International ed è usato come riferimento (benchmark) per i fondi azionari di tipo "world" (mondiali) o "global" (globali).

## Descrizione
L'indice include una raccolta di titoli azionari di tutti i mercati dei paesi sviluppati nel mondo come definito dall'MSCI, comprendendo titoli di 23 paesi ed escludendo i titoli provenienti da economie di frontiera o emergenti. Un indice correlato, lo MSCI All Country World Index (ACWI), include sia i paesi sviluppati che gli emergenti.
L'indice MSCI World fu creato nel 1969 in diverse forme: senza dividendi (Price Index) con dividendi netti o lordi reinvestiti (Net Index e Gross Index), in dollari statunitensi, euro e valute locali.

## Nazioni
L'indice comprende imprese delle seguenti nazioni:
- Australia
- Austria
- Belgio
- Canada
- Danimarca
- Finlandia
- Francia
- Germania

- Hong Kong
- Irlanda
- Israele
- Italia
- Giappone
- Paesi Bassi
- Nuova Zelanda
- Norvegia

- Portogallo
- Singapore
- Spagna
- Svezia
- Svizzera
- Regno Unito
- Stati Uniti

## Ritorno totale annuo
| Anno | Ritorno lordo annuo (a) |
| ---- | ----------------------- |
| 1970 | −1.98%                  |
| 1971 | 19.56%                  |
| 1972 | 23.55%                  |
| 1973 | −14.51%                 |
| 1974 | −24.48%                 |
| 1975 | 34.50%                  |
| 1976 | 14.71%                  |
| 1977 | 5.00%                   |
| 1978 | 18.22%                  |
| 1979 | 12.67%                  |
| 1980 | 27.72%                  |
| 1981 | −3.30%                  |
| 1982 | 11.27%                  |
| 1983 | 23.28%                  |
| 1984 | 5.77%                   |
| 1985 | 41.77%                  |
| 1986 | 42.80%                  |
| 1987 | 16.76%                  |
| 1988 | 23.95%                  |
| 1989 | 17.19%                  |
| 1990 | −16.52%                 |
| 1991 | 18.97%                  |
| 1992 | −4.66%                  |
| 1993 | 23.13%                  |
| 1994 | 5.58%                   |
| 1995 | 21.32%                  |
| 1996 | 14.00%                  |
| 1997 | 16.23%                  |
| 1998 | 24.80%                  |
| 1999 | 25.34%                  |
| 2000 | −12.92%                 |
| 2001 | −16.52%                 |
| 2002 | −19.54%                 |
| 2003 | 33.76%                  |
| 2004 | 15.25%                  |
| 2005 | 10.02%                  |
| 2006 | 20.65%                  |
| 2007 | 9.57%                   |
| 2008 | −40.33%                 |
| 2009 | 30.79%                  |
| 2010 | 12.34%                  |
| 2011 | −5.02%                  |
| 2012 | 16.54%                  |
| 2013 | 27.37%                  |
| 2014 | 5.50%                   |
| 2015 | −0.32%                  |
| 2016 | 8.15%                   |
| 2017 | 23.07%                  |
| 2018 | -8.20%                  |
| 2019 | 28.40%                  |
| 2020 | 16.50%                  |
| 2021 | 22.35%                  |
| 2022 | -17.73%                 |
| 2023 | 24.42%                  |
| 2024 | 19.19%                  |

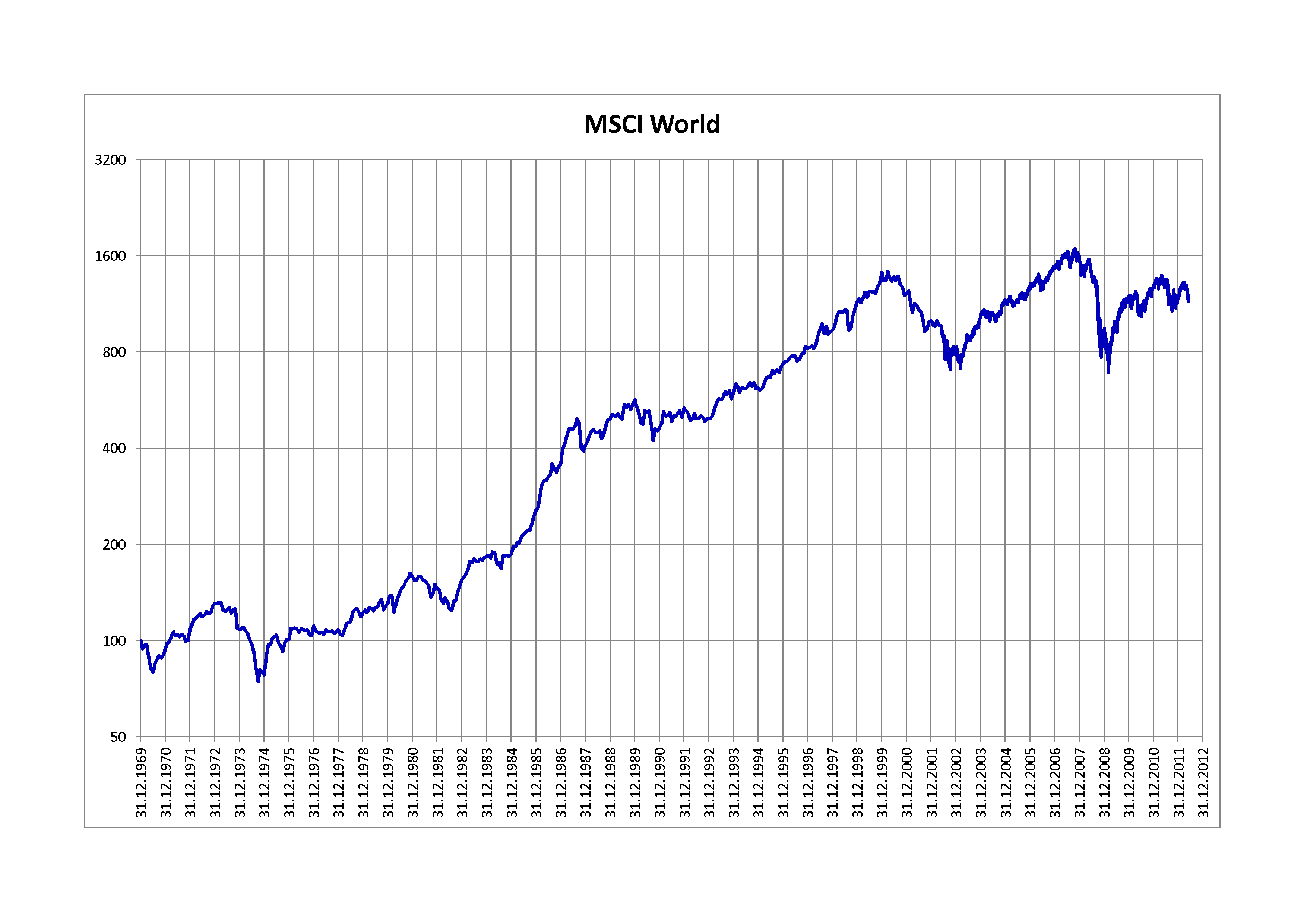
MSCI World 1969–2012

- (a) Il Rendimento totale (Total return in inglese) comprende anche il reinvestimento dei dividendi.[2]